# Omphra rotundicollis
Omphra rotundicollis – gatunek chrząszcza z rodziny biegaczowatych i podrodziny Anthiinae.

## Taksonomia
Gatunek ten opisany został w 1872 roku przez Maximiliena Chaudoira.

## Opis
Ciało długości od 14 do 18 mm, z wierzchu czarne, od spodu i odnóża brązowawoczerwone. Szczecinki na całym ciele szare. Nasada bródki z trzema szczecinkami. Obie pary głaszczków o czwartym członie rozszerzonym. Ostatni człon czułków owalny. Przedplecze silnie wypukłe, o nasadzie nieco obrzeżonej po bokach. Tarczka punktowana. Pokrywy nieowalne, najszersze za środkiem, o barkach niewystających, a wierzchołku ściętym i nieobrzeżonym. Międzyrzędy pokryw słabo wypukłe. Narządy rozrodcze samców z wąską lub szeroką blaszką apikalną, samic natomiast z dwoma szczecinkami na brzuszno-bocznej krawędzi drugiego stylomeru i brakiem szczecinek na apikalnym żeberku pierwszego.
Gatunek podobny do O. hitra.

## Rozprzestrzenienie
Gatunek orientalny, endemiczny dla Indii.